# Yang Shuqing
Yang Shuqing (chiń. 杨树青; pinyin Yáng Shùqīng; ur. 30 sierpnia 1996) – chińska lekkoatletka specjalizująca się w chodzie sportowym.
W sierpniu 2017, w ramach lekkoatletycznych mistrzostw świata w Londynie, wzięła udział w pierwszej w historii rywalizacji kobiet o tytuł najlepszej zawodniczki globu na dystansie 50 kilometrów, zdobywając brązowy medal czasem 4:20:49.
Rekord życiowy: chód na 50 kilometrów – 4:20:49 (13 sierpnia 2017, Londyn).

## Osiągnięcia
| Rok  | Impreza            | Miejsce | Lokata     | Wynik   |
| ---- | ------------------ | ------- | ---------- | ------- |
| 2017 | Mistrzostwa świata | Londyn  | 2. miejsce | 4:20:49 |